# Пьяный слон
Пьяный слон (яп. 醉象 суйдзо:) — фигура в ряде вариантов сёги: тю сёги, сё сёги, тэндзику сёги, тай сёги, дай сёги,  мака дай дай сёги, тайкёку сёги и т. д.
Древнейшая из найденных фигурок 醉象 датируется эпохой Хэйан (IX—XII в.)
Обозначение в европейской нотации — DE (от англ. Drunken Elephant).

## Правила хода и переворота
|  |   |    |   |  |
|  | ○ | ○  | ○ |  |
|  | ○ | 象 | ○ |  |
|  | ○ |    | ○ |  |
|  |   |    |   |  |

|  |   |    |   |  |
|  | ○ | ○  | ○ |  |
|  | ○ | 太 | ○ |  |
|  | ○ | ○  | ○ |  |
|  |   |    |   |  |

Ходит и переворачивается пьяный слон во всех играх одинаково: 
- ходит на все соседние клетки кроме поля прямо позади него, а после переворота — на все соседние клетки;
- переворачивается в кронпринца, ходящего, как король.

Единственное исключение — мака дай дай сёги, в которых перевёрнутый пьяный слон называется немного иначе: принц (яп. 王子 о:дзи), однако ходит так же, как и кронпринц. Кронпринц имеет статус, равный королю: то есть, для победы надо съесть не только короля противника, но и его кронпринца (если таковой имеется).

## Тю сёги
В тю сёги в начале игры у каждого игрока есть по одному пьяному слону (стоящему справа от короля).
Кроме того, в пьяного слона в тю сёги переворачивается посредник. Такой пьяный слон, как и любая другая перевёрнутая фигура в тю сёги, рисуется красным цветом, и в отличие от изначального пьяного слона ни в кого перевернуться уже не может.

## Сё сёги
В сё сёги (прямом предшественнике современных сёги) пьяный слон стоял прямо перед королём. В середине XVI века император Го-Нара убрал из сё сёги пьяного слона, потому что он ограничивал движение летящей колесницы, и добавил правило сброса захваченных фигур, тем самым завершив формирование современных сёги.